# Suimanga de Kenya
El suimanga de Kenya (Anthreptes orientalis) és un ocell de la família dels nectarínids (Nectariniidae).

## Hàbitat i distribució
Habita estepes i sabanes de l'est de Sudan del Sud, Etiòpia i Somàlia cap al sud fins al nord d'Uganda, Kenya i nord-est de Tanzània.